# Red Scorpion
Red Scorpion (en Latinoamérica: Escorpión rojo) es una película de acción estadounidense dirigida por Joseph Zito y protagonizada por Dolph Lundgren. La cinta fue estrenada el 21 de abril de 1989 en Norteamérica.

## Sinopsis
Nikolai Petrovitch Rachenko, un espía soviético de la Spetsnaz, es enviado a un país africano donde las fuerzas soviéticas, checoslovacas y cubanas están ayudando al gobierno a luchar contra un movimiento rebelde anticomunista. El espía tiene la tarea de asesinar al líder rebelde.

## Reparto
- Dolph Lundgren como Nikolai Rachenko.
- Al White como Kallunda Kintash.
- M. Emmet Walsh como Dewey Ferguson.
- T. P. McKenna como el general Vortek.
- Carmen Argenziano como el coronel Zayas.
- Alex Colon como el sargento Méndez.
- Brion James como el sargento Krasnov.
- Ruben Nthodi como Ango Sundata.

## Producción y controversia
Después de que se le denegó el derecho de filmar en Suazilandia y de una búsqueda de otros lugares de filmación, la película se rodó finalmente en Namibia (en el sudoeste de África). Warner Bros., que tenía un contrato para lanzar la película, se retiró por incumplimiento de su contrato con la producción. El grupo de protesta Artists United Against Apartheid condenó la producción por romper el boicot internacional contra Sudáfrica. La película supuestamente recibió ayuda del gobierno sudafricano como parte de sus esfuerzos de propaganda para socavar la simpatía internacional por el Congreso Nacional Africano. Con todos los retrasos y problemas de producción, la película superó el presupuesto en 10 millones de dólares (aproximadamente el doble de la cantidad inicial). El productor Jack Abramoff luego afirmó que no pretendía que la película contuviera tanta violencia y blasfemias, culpando al director por el contenido.